# Jerry Shipp
Pour les articles homonymes, voir Shipp.
Jerome Franklin « Jerry » Shipp, né le 27 septembre 1935 à Shreveport, en Louisiane et mort le 5 octobre 2021, est un ancien joueur américain de basket-ball. Il évolue au poste d'ailier.

## Palmarès
- Champion olympique 1964